# Ип Ман
 Тази статия е за китайския кунг фу учител.  За филма вижте Ип Ман (филм).  
Ип Ман е велик майстор на бойното изкуство винчун. Той е главният виновник светът да разбере за винчун, след като започва да тренира все по-голям кръг от хора, които впоследствие се заселват в различни краища на света. Много от учениците му стават големи майстори на винчун, но един блести на небосклона благодарение на професионалната си кариера като филмова звезда - легендарният Брус Лий.
Брус Лий тренира за кратко в школата на Ип Ман, след това отива при негов ученик, който си е спечелил репутацията на безспорен специалист в уличните схватки – сифу Уон Шунлюн.
За близо 20 години Ип Ман обучава огромен брой ученици, но малцина от тях продължават делото му – да разпространяват винчун.
В днешно време има поне десетина големи организации за винчун, които се коренят в изкуството на грандмайстор Ип Ман. За да се различават една от друга, те използват различни наименования на стила. Най-често срещаните са „винцун“, „уинцун“, „уинчун“, „винчун“.